# حمر و جعافره
حمر و جعافره، روستایی از توابع شهرستان قوص در استان قنا و کشور مصر است.

## جمعیت
براساس سرشماری سال ۲۰۰۶ مصر، جمعیت آن ۸۶۶۴ نفر(۴۲۳۰ مرد و ۴۴۳۴ زن) بوده است.